# Kletoch (osada w województwie pomorskim)
Kletoch – osada w Polsce położona w województwie pomorskim, w powiecie bytowskim, w gminie Trzebielino.
W latach 1975–1998 miejscowość administracyjnie należała do województwa słupskiego.